# Video asistent rozhodčího
Video asistent rozhodčího (VAR) (anglicky: Video assistant referee) je fotbalový asistent rozhodčího, který přezkoumává rozhodnutí hlavního rozhodčího s použitím video záznamu a sluchátka s mikrofonem pro komunikaci. V roce 2018 byl systém VAR zapsán do Pravidel hry Mezinárodního fotbalové asociace pravidel (IFAB) po otestování v řadě významných soutěží. V rámci mistrovství světa byl systém VAR poprvé nasazen na Mistrovství světa ve fotbale 2018 v Moskvě.

## Popis VAR v rámci MS ve fotbale 2018
Dedikovaný tým video asistentů rozhodčích sestával z hlavního VAR a tří asistentů VAR, kteří se nacházeli ve Video operační místnosti (Video Operating Room – VOR) v Mezinárodním vysílacím centru v Moskvě. VAR rozhodčí mohli mluvit s hlavním rozhodčím pomocí vláknového radio systému, který byl využíván i pro přenos záznamu z 33 vysílacích kamer a z dvou vyhrazených off-site kamer do VOR.
Osm z těchto kamer používal super-slow motion záznam a čtyři kamery ultra-slow motion záznam. Ve vyřazovací fázi turnaje přibyly další dvě ultra-slow-motion kamery.
Představa byla  taková, že každý VAR sleduje různý kamerový záznam a informuje rozhodčí o jakýchkoliv chybách nebo přehlédnutých incidentech, případně tehdy, když rozhodčí požádá o asistenci.
Konečné rozhodnutí pak vždy bylo na hlavním rozhodčí, který v případě pochybností dlaněmi nakreslil imaginární monitor a odběhl se podívat na opakovaný záběr.

## Případy přezkoumání
Přezkoumány mohou být čtyři případy:
- Góly – zda při nich nedošlo k porušení pravidel
- Pokutové kopy – rozhodnutí o nařízení pokutového kopu
- Bezprostřední udělení červené karty (vyloučení kvůli udělení druhé žluté karty se nepřezkoumává)
- Chybná identita hráče při udělování červené nebo žluté karty

## Historie
Mezinárodní fotbalová asociace pravidel (IFAB), orgán, který stanovuje pravidla hry, schválila použití video asistenta rozhodčího v testovacím režimu během její Výroční valné hromady v roce 2016.
Přímo v utkání začal být VAR systém testován v srpnu 2016 v zápase Americké fotbalové ligy (United Soccer League) mezi dvěma týmy hrajícími Major League Soccer, společné nejvyšší profesionální fotbalová ligy v USA a Kanadě.

## Kritika
Během finále Mistrovství světa ve fotbalu klubů 2016 v Japonsku, kdy došlo k prvnímu zkušebnímu nasazení VAR v mezinárodní klubové soutěži, Zinedine Zidane, trenér Realu Madrid označil systém za zdroj zmatku.
Použití video technologie na Poháru Konfederace 2017 bylo kritizováno po několika sporných momentech, poté, co byl systém VAR zapojen do turnaje, kde byl obviněn z "vytváření stejného množství zmatků, jako jednoznačných rozhodnutí".